# Pithecops dionisius
Eupsychellus dionisius is een vlinder uit de familie van de Lycaenidae. De wetenschappelijke naam van de soort is voor het eerst gepubliceerd in 1832 door Jean Baptiste Boisduval.
De soort komt voor in Indonesië, Papoea-Nieuw-Guinea en de Solomonseilanden.